# Arauchemus
Arauchemus Ott & Brescovit, 2012 è un genere di ragni appartenente alla famiglia Gnaphosidae.

## Distribuzione
Le 2 specie note di questo genere sono diffuse nel Brasile meridionale: sono state rinvenute nel Rio Grande do Sul, nei pressi di São Francisco de Paula.

## Tassonomia
Le caratteristiche di questo genere sono state ben determinate dall'analisi degli esemplari tipo A. graudo Ott & Brescovit, 2012.
Non sono stati esaminati esemplari di questo genere dal 2012.
Attualmente, ad aprile 2015, si compone di 2 specie:
- Arauchemus graudo Ott & Brescovit, 2012[2] — Brasile
- Arauchemus miudo Ott & Brescovit, 2012 — Brasile